# Дженерали, Пьетро
Пьетро Дженерали (итал. Pietro Generali), настоящее имя Пьетро Меркандетти-Дженерали (итал. Pietro Mercandetti-Generali; 4 октября 1773 года, Рим, Папская область — 8 января 1832 года, Новара, королевство Сардиния) — итальянский композитор.

## Биография
Пьетро Меркандетти-Дженерали родился в Риме 4 октября 1773 года. Учился пению в Музыкальной Либерианской капелле (лат. Cappella Musicale Liberiana) при базилике Санта-Мария-Маджоре. Обучался контрапункту у Джованни Мази, композитора и капельмейстера в церкви Сан-Джакомо-дельи-Спаньоли. Некоторое время также учился в Неаполе.
В Риме окончил школу Конгрегации Святой Цецилии и служил певчим в церкви, работал оперным певцом в театре и сочинял духовную музыку. В 1800 году дебютировал как оперный композитор оперой «Смешные влюблённые» (итал. Gli amanti ridicoli). Но настоящий успех пришёл к нему с операми-буффа «Ревнивый Джорджо» (итал. Le Gelosie di Giorgio), поставленной в Болонье в 1803 году, и «Девственность Памелы» (итал. Pamela nubile), премьера которой состоялась 12 апреля 1804 года в театре Сан-Бенедетто в Венеции. Затем композитор сочинил ещё несколько опер-буффа, среди которых «Слёзы вдовы» (итал. Le Lagrime d’una vedova), «Аделина» (итал. Adelina), «Бред вдовы» (итал. La Vedova delirante), «Кто не рискует, тот не пьет шампанского» (итал. Chi non risica non rosica), «Графиня ди Колле Эрбозо» (итал. La Contessa di Colle Erboso), которые были написаны им для театров в Венеции, Болонье, Флоренции, Виченце, Риме, Милане и Турине. Им также были написаны многочисленные оперы-сериа. Среди них особое признание у критиков и публили получила опера «Вакханцы Рима» (итал. I Baccanti di Roma). Премьера этой оперы состоялась 14 января 1816 года в Венеции. Позднее она была композитором полностью переписана, и под названием «Вакханалии в Риме» (итал. I Baccanali di Roma) была поставлена в Триесте в июне 1816 года.
Весной 1817 года, расстроенный из-за провала оперы «Родриго ди Валенца» (итал. Rodrigo di Valenza) в театре Ла Скала в Милане, уехал в Барселону, где получил место директора в театре Санта-Крус. В 1819 году, после короткого пребывания в Париже, вернулся в Италию. С 1820 по 1823 год жил и работал в Неаполе, затем в Палермо получил место директора в театре Каролино, известном и как театр Санта-Чечилия. Это место занимал с 1823 по весну 1825 года, когда из-за болезни подал в отставку. Его сменил Гаэтано Доницетти. В сентябре 1826 года королевским указом был изгнан из Королевства Обеих Сицилий, из-за того, что являлся досточтимым мастером масонской ложи Палермо. После короткого пребывания во Флоренции, где в театре Пергола с успехом прошла премьера его оперы «Иеффай» (итал. Jefte), в середине 1827 года получил место капельмейстера в кафедральном соборе в Новаре. Это место он занимал до самой смерти. В этот период композитор написал несколько опер мелодраматического характера. Так, в 1829 году появилась опера «Франческа ди Римини» (итал. Francesca di Rimini), а в 1831 году опера «Беньёвски» (итал. Beniowski). Обе были поставлены в театре Ла Фениче в Венеции. Опера «Отшельник в Провансе» (итал. Il Romito di Provenza), поставленная в 1831 году в театре Ла Скала в Милане, не получила признания у публики.
Пьетро Дженерали умер 8 ноября 1832 года в Новаре.

## Творческое наследие
Творческое наследие композитора включает 56 опер, несколько кантат и многочисленные духовные сочинения.